# Religie dharmiczne

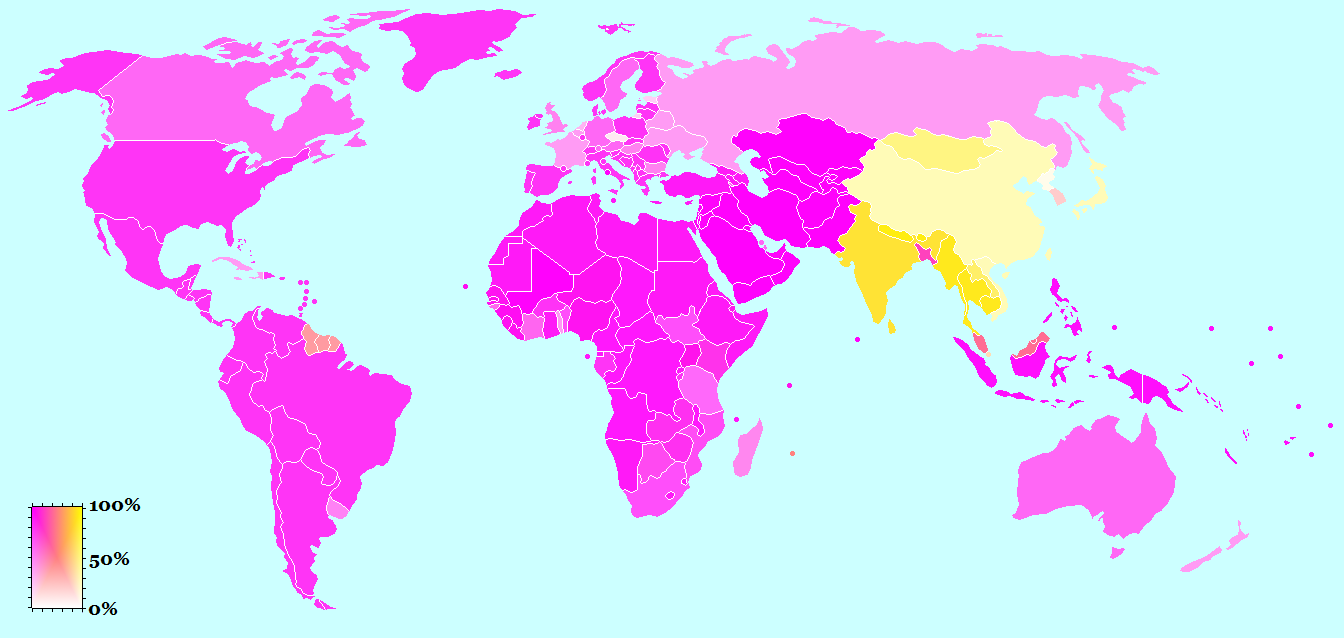
Udział procentowy wyznawców religii dharmicznych (odcienie żółci) i religii abrahamowych (odcienie różu) w różnych krajach

Religie dharmiczne – religie wiążące się z dharmą. Zaliczamy do nich: hinduizm, buddyzm, dźinizm, sikhizm oraz adźiwików. Wszystkie religie dharmiczne wywodzą się z braminizmu oraz rozpoczęły się na subkontynencie indyjskim. Wspólna dla religii dharmicznych jest także wiara w reinkarnację oraz karmę. Niektórzy zaliczają do religii dharmicznych również taoizm, pomimo całkowicie odrębnej genezy tej religii, ze względu na zbieżność niektórych koncepcji teologicznych i praktyk.
Religie dharmiczne stanowią drugą co do wielkości grupę religii (po religiach abrahamowych). Są drugą grupą wyznań pod względem liczby wyznawców.
Religie dharmiczne najpowszechniejsze są w Indiach, Azji Południowo-Wschodniej oraz na Dalekim Wschodzie.